# Восток штата Рондония (мезорегион)

Восток штата Рондония на карте.

Восток штата Рондония (порт. Mesorregião do Leste Rondoniense) — административно-статистический мезорегион в Бразилии, входит в штат Рондония. Население составляет 950 720 человека на 2010 год. Занимает площадь 131 302,931 км². Плотность населения — 7,24 чел./км².

## Демография
Согласно сведениям, собранным в ходе переписи 2010 г. Национальным институтом географии и статистики (IBGE), население мезорегиона составляет:
| Полное население                            | Полное население                            | Полное население                            | Полное население                            | 950 720 |
| ------------------------------------------- | ------------------------------------------- | ------------------------------------------- | ------------------------------------------- | ------- |
| в том числе:                                | Городское население                         | 643 804                                     | Процент городского населения, %             | 67,72   |
|                                             | Сельское население                          | 306 916                                     | Процент сельского населения, %              | 32,28   |
|                                             | Мужское население                           | 482 390                                     | Процент мужского населения, %               | 50,74   |
|                                             | Женское население                           | 468 330                                     | Процент женского населения, %               | 49,26   |
| Плотность населения, чел/км²                | Плотность населения, чел/км²                | Плотность населения, чел/км²                | Плотность населения, чел/км²                | 7,24    |
| Население мезорегиона в % к населению штата | Население мезорегиона в % к населению штата | Население мезорегиона в % к населению штата | Население мезорегиона в % к населению штата | 60,85   |

## Состав мезорегиона
В мезорегион входят следующие микрорегионы:
1. Алворада-Д’Оэсти
2. Арикемис
3. Какоал
4. Колораду-ду-Уэсти
5. Жи-Парана
6. Вильена